# Scotstoun
Scotstoun é uma região histórica no centro da cidade de Glasgow, na Escócia. É cercada por Yoker e Knightswood a oeste, Victoria Park e Whiteinch a leste, Jordanhill a norte e rio Clyde ao sul.
Scotstoun era, até o início da década de 1860, o local da propriedade da família Oswald, que estava centrada na Scotstoun House. Em 1861, a expansão para o oeste dos estaleiros de construção naval Clyde alcançou Scotstoun com a abertura do estaleiro Charles Connell and Company em 1861 e o novo estaleiro Yarrow Shipbuilders em 1906. Isso levou à divisão da propriedade, uma vez que partes foram vendidas para habitação, para criar Victoria Park e para maior desenvolvimento industrial (ferro, engenharia e construção naval) ao longo do rio, com empresas como a Coventry Ordnance Works and Albion Motors (1903) localizando na área.